# 拉貝河畔烏斯季縣

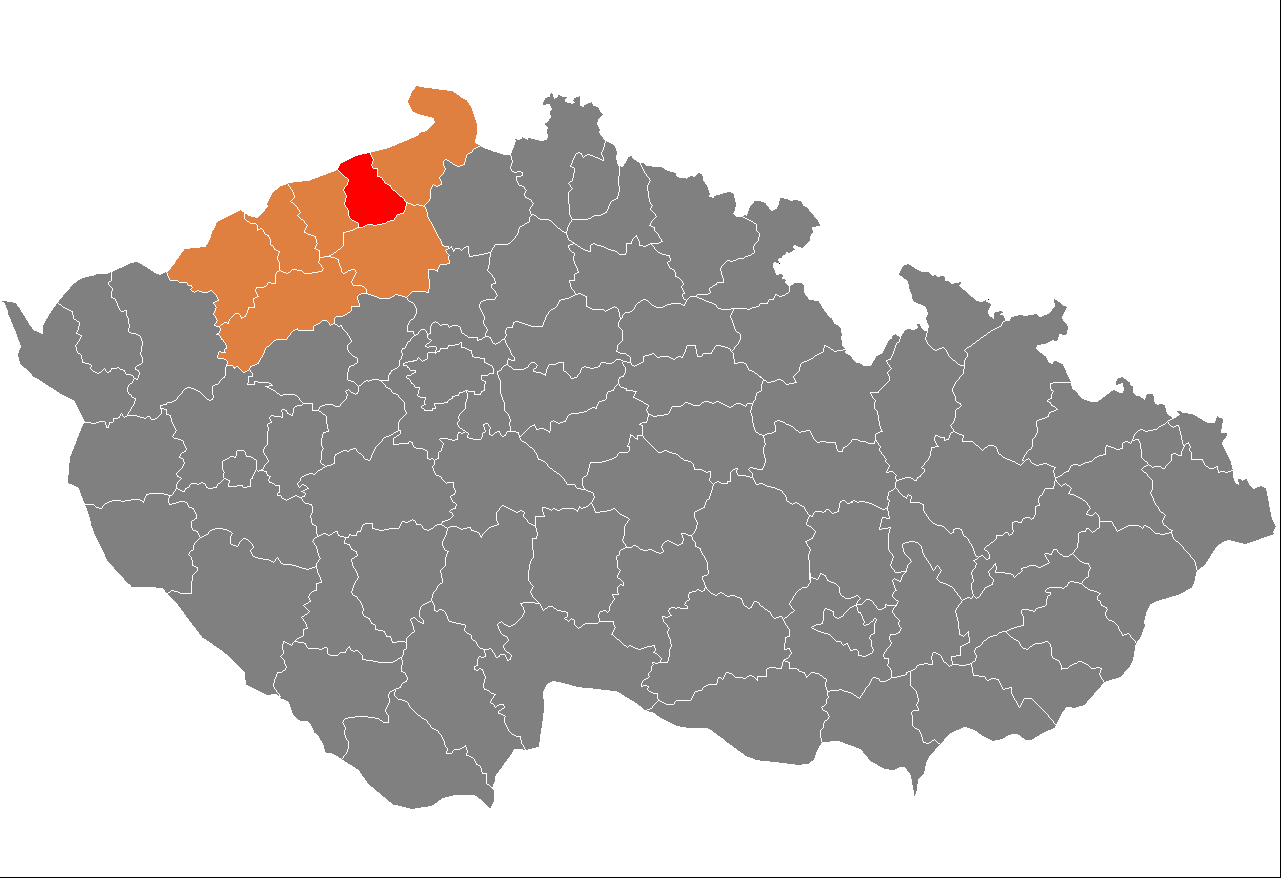

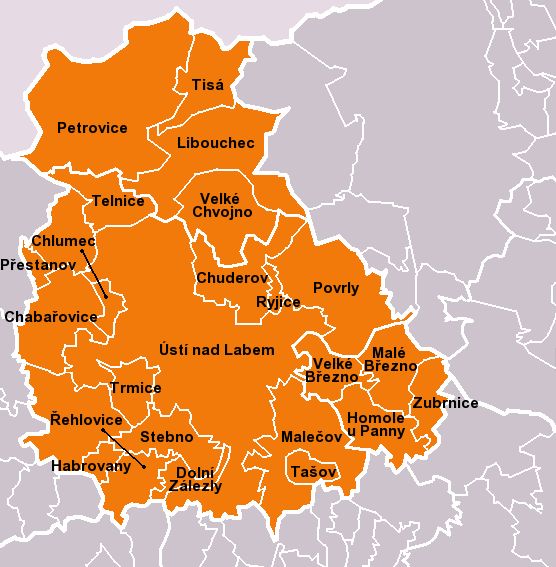

50°39′40″N 14°1′59″E / 50.66111°N 14.03306°E
拉貝河畔烏斯季縣（捷克語：Okres Ústí nad Labem），是捷克的縣份，位於該國西北部，由烏斯季州負責管轄，首府設於拉貝河畔烏斯季，面積405平方公里，2007年人口120,259，人口密度每平方公里297人。